# Dromologie
La dromologie est l’étude du rôle joué par la vitesse dans les sociétés modernes. Ce néologisme, créé par l’urbaniste et philosophe, Paul Virilio, vient du grec dromos (« course ») et logos (« science »). 
Pour l'inventeur du concept, la philosophie a longtemps ignoré la vitesse, considérant que le temps, c’était la durée. Le terme ne commence à avoir du sens qu'avec la révolution des transports au XIXe siècle et se poursuit avec les technologies de la communication au XXe siècle. L’invention de la théorie de la relativité posera la vitesse comme un ultime absolu. 

## Écologie du temps

### Accélération
Pour  Paul Virilio, la révolution industrielle est aussi une révolution dromocratique, car la vitesse qu’elle a fabriquée a considérablement modifié l’espace et le temps dans nos pratiques. Au XVIIIe siècle les déplacements d’un lieu à l’autre, à cheval ou en bateau, étaient composés de trois phases : le départ, le voyage, l’arrivée. La phase voyage était un moment de découverte. Puis avec la généralisation de transports de plus en plus rapides, le déplacement ne se pense plus qu’en termes de départ et d’arrivée. Le voyage en lui-même n’est plus un moment de découverte, mais un temps qu’il faut occuper pour écourter la sensation de durée. Au XXe siècle avec l’apparition des nouvelles technologies et des transmissions à grande vitesse, il n’est même plus question de départ ou de voyage. Les données nous arrivent sans avoir vraiment voyagé. Nous n’habitons alors plus la géographie mais un temps devenu  mondial. Nous vivons désormais dans l’instantanéisme, qui consacre l’épuisement du temps par la vitesse.
L’auteur constate que la vitesse est toujours considérée comme un progrès. Il nous rappelle qu’aucune machine, inventée au cours de l’histoire, n’a été une machine pour ralentir. Il n’y a qu’en chimie que l’on trouve des freins (par exemple des molécules qui freinent la progression des maladies). Ceci a des conséquences importantes sur lesquelles il faut s’interroger, d’où l’utilité de la dromologie. Par exemple, dans le domaine militaire, l’utilisation de technologies de plus en plus rapides conduit, selon l’auteur, à une démission humaine au profit de la technologie. L’espace-temps des guerres est l’espace-temps des armes or les armes actuelles, contrairement aux flèches et aux canons, vont plus vite que la vitesse de décision des hommes. Les cracks boursiers sont eux aussi symptomatiques des conséquences de la vitesse exponentielle des transactions traitées par des algorithmes (transactions à haute fréquence).

### Ralentissement
Dans les années 1980 se sont développés divers mouvements « slow » qui se proposent de ralentir le rythme de vie : slow food, slow cities (ville durable), slow travels, slow money, slow made, slow science, etc. Toutes ces initiatives portent une réflexion sur la distinction entre temps présent et temps long et la nécessité de ralentir les processus afin de se les réapproprier.